# Kladruby nad Labem
Kladruby nad Labem (Duits: Kladrub an der Elbe) is een Tsjechische gemeente in de regio Pardubice, en maakt deel uit van het district Pardubice.
Kladruby nad Labem telt 655 inwoners.

## Stoeterij van deKladruber
De plaats geniet bij sommige liefhebbers van de paardensport enige bekendheid doordat hier in 1552 door keizer Maximiliaan II een aantal barokpaarden werden gestationeerd, die geïmporteerd waren uit Italië en Spanje. Hiermee werd de basis gelegd voor een hofstoeterij die zich specialiseerde in ceremoniële koetspaarden voor het huis Habsburg. Sinds 2019 staat de site op de Unesco-Werelderfgoedlijst.
De officiële oprichting van de stoeterij door keizer Rudolf II vond plaats op 14 april 1579. Hiermee behoort deze stoeterij in Kladruby nad Labem tot de oudste ter wereld. De paarden worden nog steeds zeer gewaardeerd in de mensport.

## Afbeeldingen

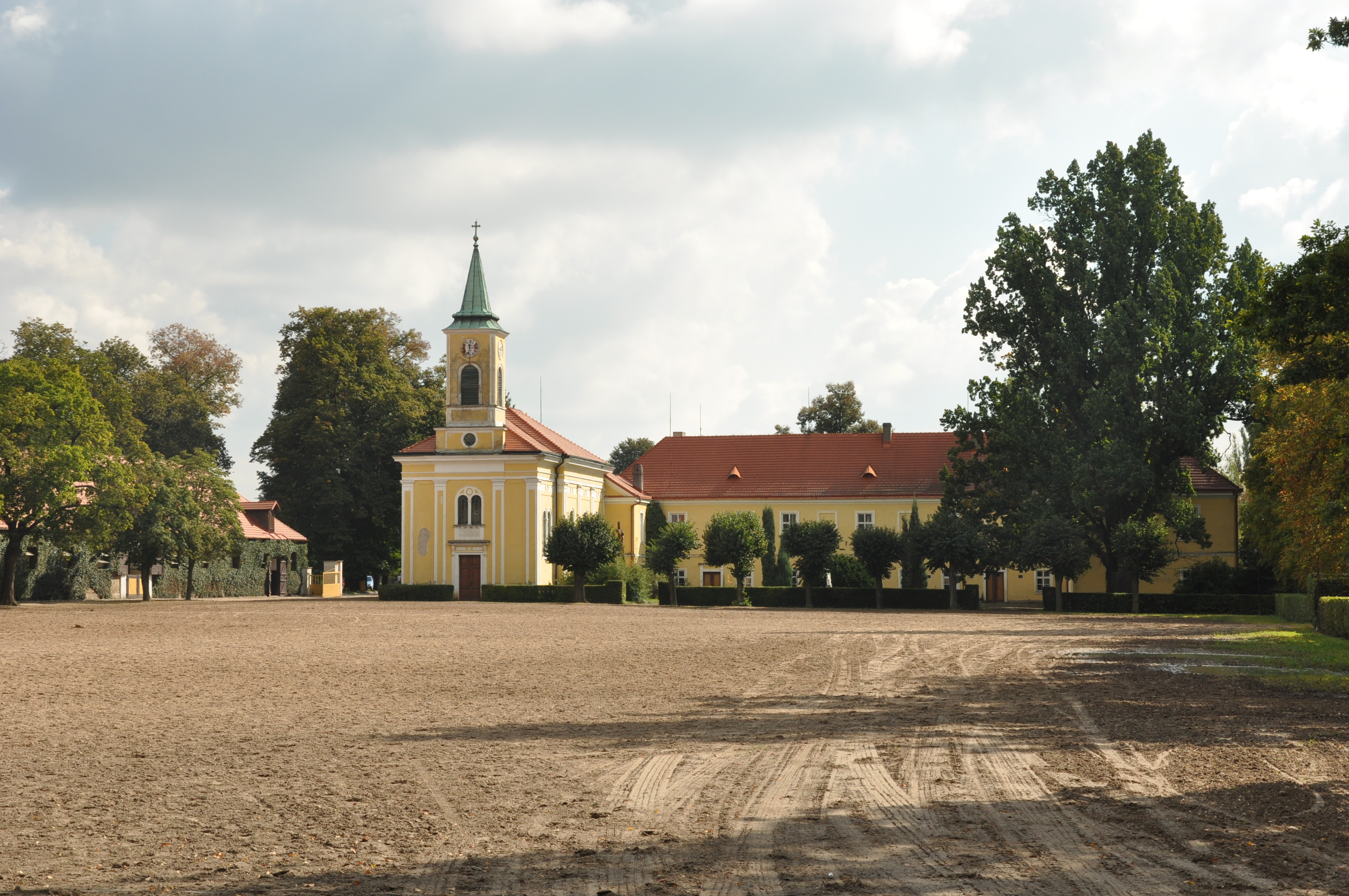
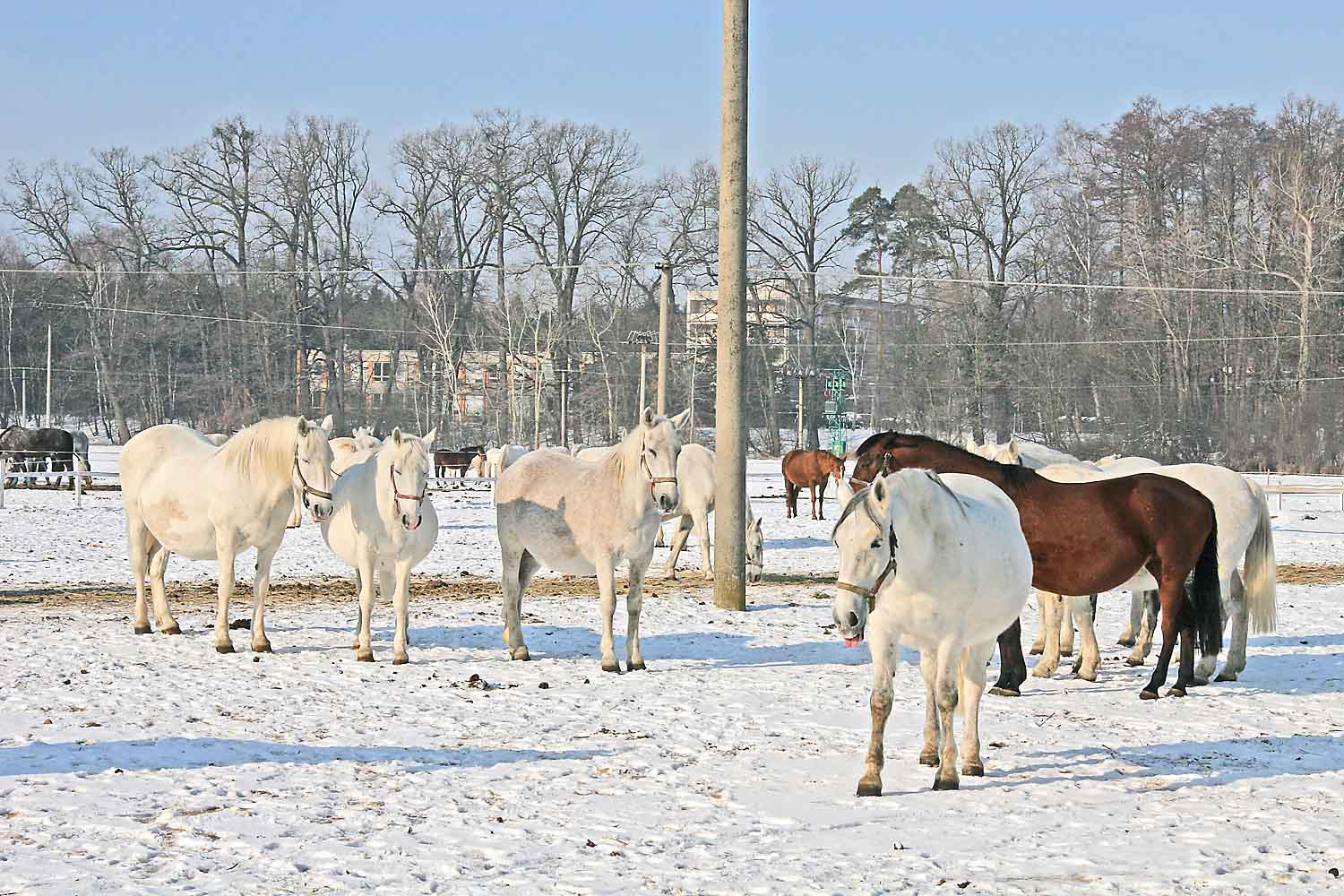
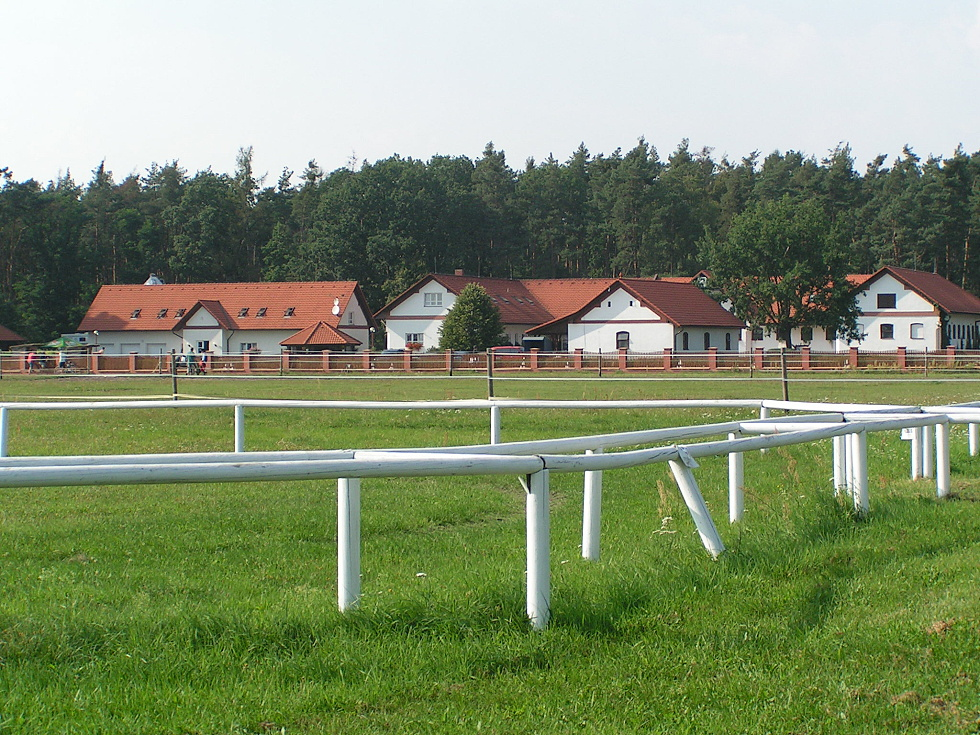